# Forum Madeira
O Forum Madeira é um centro comercial português localizado numa área residencial e hoteleira da freguesia de São Martinho, no Funchal, Madeira. É o segundo maior centro comercial da região, contando com 86 lojas (17 restaurantes, 6 salas de cinema e um supermercado), distribuídos pelos três pisos de galerias viradas para uma praça central ao ar livre, e com 800 lugares de estacionamento automóvel.

## História
O Forum Madeira foi inaugurado no dia 5 de abril de 2005, resultante de um projeto da multinacional neerlandesa AM Development que implicou um investimento de 70 milhões de euros. O centro comercial, com uma área bruta locável de cerca de 20 000 m², é composto por pouco mais 80 lojas, distribuídas por três pisos, e possui 800 lugares de estacionamento cobertos, localizados nos pisos subterrâneos.
O empreendimento assenta num conceito desenvolvido pela T&T Design, a equipa de arquitetos da AM Development, que concebeu com a colaboração do ateliê madeirense de João Francisco Caires. Está organizado sob a forma de três níveis de galerias semicobertas à volta de uma praça central ao ar livre, a qual é dominada por uma torre que incorpora elementos da arquitetura da ilha e serve como área de acesso aos pisos. Os responsáveis pelo projeto quiseram criar um espaço acolhedor e enquadrado no meio envolvente, dando especial atenção à estética dos terraços da zona de restauração e aos jardins no ático, os quais têm vista para o mar.
Em outubro de 2008, o Forum Madeira tornou-se no primeiro centro comercial da região a obter a certificação ambiental, com base na norma ISO 14001, que atesta a eficácia do sistema de gestão ambiental e é atribuído pela Organização Internacional de Padronização (ISO).

## Galeria
- Torre na praça central, no interior do centro comercial.
- Galerias, à esquerda, e parte da torre, à direita.
- Entrada lateral, pela rua José António de Freitas Gonçalves.